# Beach volley ai XIV Giochi dei piccoli stati d'Europa
Le gare di beach volley ai XIV Giochi dei piccoli stati d'Europa si sono svolte dal 31 maggio al 4 giugno 2011.

## Medagliere
| #      | Nazione       | Oro | Argento | Bronzo | Totale |
| ------ | ------------- | --- | ------- | ------ | ------ |
| 1      | Cipro         | 2   | 0       | 0      | 2      |
| 2      | Andorra       | 1   | 0       | 0      | 1      |
| 3      | Liechtenstein | 0   | 1       | 1      | 2      |
| 4      | Lussemburgo   | 0   | 0       | 1      | 1      |
| Totale | Totale        | 3   | 1       | 2      | 6      |

## Risultati
| Evento           | Oro           | Argento       | Bronzo        |
| Torneo maschile  | Andorra Cipro | Non assegnato | Liechtenstein |
| Torneo femminile | Cipro         | Liechtenstein | Lussemburgo   |